# Südeichsfeld
Südeichsfeld é um município da Alemanha, situado no distrito de Unstrut-Hainich, no estado da Turíngia. Tem 59,88 km² de área, e sua população em 2019 foi estimada em 6.604 habitantes. Foi formado em 1 de dezembro de 2011, após a fusão dos antigos municípios de Heyerode, Katharinenberg, Hildebrandshausen e Lengenfeld unterm Stein.